# 法蘭西特派週報
《法蘭西特派週報》（英語：The French Dispatch of the Liberty, Kansas Evening Sun）是一部2021年美國喜劇劇情片，由魏斯·安德森編劇和執導。其主演包括蒂妲·絲雲頓、法蘭西絲·麥朵曼、比爾·莫瑞、傑佛瑞·懷特、歐文·威爾森、安德林·布洛迪、班尼西歐·岱·托羅、蕾雅·瑟杜、提摩西·夏勒梅、萊娜·寇德里、史帝夫·朴和馬修·亞瑪希。故事講述法國虛構小鎮的《法蘭西特派週報》主編因為心臟病發作病逝，《法蘭西特派週報》依照主編生前的遺願，刊登最後一期告別刊後立刻停刊，最終刊的內容則分別由三段故事與一篇訃告組成。
該片由探照燈影業原計劃於2020年7月24日在美國上映，受2019冠狀病毒病疫情影響，美國上映時間被推遲至2020年10月16日。2020年7月，迪士尼宣布，因美國疫情尚未舒緩，故暫時撤銷檔期。
坎城影展官方於2021年5月28日在推特上公布，原定於第73屆坎城影展首映的《法蘭西特派週報》，將於第74屆坎城影展首映，也同時被選為正式競賽片，可角逐金棕櫚獎。本片在2021年10月22日美國正式上映。電影獲得影評界普遍正面的評價，評論尤其稱讚製作設計和演員的表現。

## 演員
- 比爾·莫瑞 飾 小亞瑟·豪威瑟（Arthur Howitzer Jr.）
- 歐文·威爾森 飾 赫伯聖·薩爾茲拉克（Herbsaint Salzerac）
- 蒂妲·絲雲頓 飾 J·K·L·貝倫賽（J. K. L. Berensen）
- 法蘭西絲·麥朵曼 飾 露辛達·奎門茲（Lucinda Krementz）
- 傑佛瑞·懷特 飾 羅巴克·懷特（Roebuck Wright）
- 安德林·布洛迪 飾 朱利安·卡達齊歐（Julien Cadazio）
- 班尼西歐·岱·托羅 飾 摩西·羅森塔爾（Moses Rosenthaler）
  - 東尼·雷佛羅里 飾 年輕摩西
- 蕾雅·瑟杜 飾 西蒙/席夢（Simone）
- 洛伊絲·史密斯 飾 烏普舒·克蘭派特（Upshur Clampette）
- 鮑勃·巴拉班 飾 尼克叔叔（Uncle Nick）
- 亨利·溫克勒 飾 叔叔喬（Uncle Joe）
- 提摩西·夏勒梅 飾 齊費里尼（Zeffirelli）
- 萊娜·寇德里（英语：Lyna Khoudri） 飾 茱麗葉（Juliette）
- 史帝夫·朴（英语：Steve Park (comedian)） 飾 尼斯卡菲耶中尉（Lt. Nescaffier）
- 馬修·亞瑪希 飾 警察局長
- 爱德华·诺顿 飾 綁匪
- 瑟夏·羅南 飾 頭牌歌舞女郎
- 威廉·達佛 飾 神算/「算盤」阿爾伯特（Albert the Abacus）
- 伊莉莎白·摩斯 飾 艾姆娜（Alumna）
- 傑森·薛茲曼 飾 赫耳墨斯·瓊斯（Hermes Jones）
- 葛芬·唐納（英语：Griffin Dunne） 飾 《法蘭西特派週報》員工
- 費舍·斯蒂文斯 飾 《法蘭西特派週報》員工
- 華利·沃洛達斯基（英语：Wallace Wolodarsky） 飾 《法蘭西特派週報》員工
- 安潔莉卡·貝特·費里尼（英语：Anjelica Bette Fellini） 飾 校對員
- 巴勃羅・保利（英语：Pablo Pauly） 飾 服務員
- 丹尼斯·曼努奇（英语：Denis Ménochet） 飾 獄警
- 吉翁·佳里恩 飾 齊費里尼之父，B先生（Mr. B）
- 西西莉·迪·法蘭斯 飾 齊費里尼之母，B女士（Mrs. B）
- 克里斯多夫·華茲 飾 保羅·杜瓦爾（Paul Duval）
- 穆罕默德·貝爾哈吉（英语：Mohamed Belhadjine） 飾 米基·米奇（Mitch Mitch）
- 魯伯特·佛列德 飾 多利爾中士（Drill-Sergeant）
- 亞歷克斯·勞瑟（英语：Alex Lawther） 飾 莫里索（Morisot）
- Winston Ait Hellal 飾 吉吉（Gigie）
- 班傑明·拉斐恩（英语：Benjamin Lavernhe） 飾 牙粉代言人
- 菲利斯·莫阿提（英语：Felix Moati） 飾 餐飲主管
- 李佛·薛伯 飾 訪談主持人

## 製作
2018年8月，宣佈魏斯·安德森將編劇和執導一部未命名的歌舞片，故事將設置在第二次世界大戰後的法國。2018年11月，宣佈傑瑞米·道森將製作電影，並由蒂妲·絲雲頓和馬修·亞瑪希主演。道森也確認電影並不是一部歌舞片。此外，有謠傳指娜塔莉·波曼、布萊德·彼特和蕾雅·瑟杜將加盟劇組。2018年12月，宣佈法蘭西絲·麥朵曼、比爾·莫瑞、提摩西·夏勒梅、班尼西歐·岱·托羅和傑佛瑞·懷特加盟劇組，並確認瑟杜將與絲雲頓和亞瑪希一同出演電影。電影將由史蒂芬·M·瑞爾斯的印地安畫筆公司製作、福斯探照燈影業（現探照燈影業）發行。同月，洛伊絲·史密斯和瑟夏·羅南加盟劇組。2019年1月，宣佈歐文·威爾森、安德林·布洛迪、亨利·溫克勒、威廉·達佛、鮑勃·巴拉班、史帝夫·朴、丹尼斯·曼努奇、萊娜·寇德里、凱特·溫斯蕾、亞歷克斯·勞瑟、文森·瑪耿、文森·拉寇斯特、菲利斯·莫阿提、班傑明·拉斐恩、吉翁·佳里恩和西西莉·迪·法蘭斯加盟劇組。勞勃·約曼將擔任電影的攝影師。2019年2月，宣佈華利·沃洛達斯基、費舍·斯蒂文斯、葛芬·唐納和傑森·薛茲曼加盟劇組。2019年4月，克里斯多夫·華茲、魯伯特·佛列德和伊莉莎白·摩斯加盟劇組。

### 拍攝
主體拍攝於2018年11月在法國西部的安古蘭進行，並於2019年3月殺青。

## 外部連結
- 互联网电影数据库（IMDb）上《法蘭西特派週報》的资料（英文）